# Lubriano
Lubriano település Olaszországban, Viterbo megyében. Lakosainak száma 864 fő (2023. január 1.). Lubriano Castiglione in Teverina, Porano, Bagnoregio és Orvieto községekkel határos.

## Népesség
A település népessége az elmúlt években az alábbi módon változott:
| Lakosok száma | 897  | 893  | 864  |
|               | 2017 | 2018 | 2023 |